# Trishna
Trishna (sânscrito. Em alfabeto Devanāgarī: तृष्णा) ou tanha (Páli. Em alfabeto Devanāgarī: तण्हा. Lê-se /tã-há/, com o h aspirado.) significa literalmente "sede". É um dos conceitos básicos do budismo. Diz respeito à insaciabilidade dos desejos humanos, insaciabilidade esta que é o motivo principal do sofrimento humano.

## Descrição
O mais básico e literal dos significados de trishna e tanha é "sede": no entanto, no budismo, o significado é mais técnico e muito mais amplo. Em parte devido à variedade de traduções possíveis, trishna ou tanha é, por vezes, usado pelos autores que escrevem sobre o budismo como um termo técnico não traduzido.
No âmbito da Quatro Nobres Verdades do budismo, a segunda verdade identifica trishna ou tanha como a origem do sofrimento (dukkha).